# Krigsåret 1914

## Pågående krig
- Första världskriget (1914-1918)[1]

- Mexikanska revolutionen (1910-1917)

## Händelser
- Mexikanska revolutionen (1910-1917)
  - 21 april – USA ingriper militärt på general Obregóns sida i den pågående mexikanska revolutionen. Den för tillfället sittande presidenten Victoriano Huerta tvingas i juli att avgå.

- 28 juni - Österrike-Ungerns tronföljare mördas i Sarajevo (Skotten i Sarajevo). Detta blir upptakten till första världskriget.
- 23 juli - Svarta veckan börjar.
- 1 augusti - Tyskland förklarar krig mot Ryssland.
- 6 augusti - Österrike-Ungern förklarar krig mot Ryssland. Serbien förklarar krig mot Tyskland.
- 8 augusti - Montenegro förklarar krig mot Österrike-Ungern. Serbien förklarar krig mot Tyskland.
- 12 augusti - Storbritannien förklarar Österrike-Ungern krig.
- 17 augusti - Hindenburg anfaller Ryssland och segrar 2 september i slaget vid Tannenberg.
- 23 augusti - Japan förklarar Tyskland krig.
- 24 augusti - tysk seger över Frankrike i slaget om gränserna.
- 25 augusti - Japan förklarar Österrike-Ungern krig.
- 28 augusti - Österrike-Ungern förklarar Belgien krig.
  - David Beatty besegrar Tyskland i första slaget vid Helgolandsbukten.
- 9 september - Den tyska offensiven hejdas i slaget vid Marne.
- 13 september - Frankrike och Storbritannien gör en offensiv i första slaget vid Aisne.
- 18 oktober - Det första av slagen vid Ypres.
- 2 november - Serbien förklarar Osmanska riket krig.
- 5 november - Ryssland, Storbritannien och Frankrike förklarar Osmanska riket krig.
- 10 november - Många tyska studenter stupar i der Kindermord vid Langemark.
- 22 november - Slutet av kapplöpningen till havet, fortsättningen är skyttegravskrig.

### Fotnoter
1. ↑  ”World Statesmen”. http://www.worldstatesmen.org/WARS.html. Läst 28 juni 2011.